# 김상훈 (1967년)
김상훈(한국 한자: 金相勳, 1967년 12월 19일 ~ )은 대한민국의 전직 축구 선수이다. 현역 시절 포지션은 공격수였다.

## 클럽 경력
럭키금성 / LG 치타스 (현 FC 서울)에서 1990-1995 여섯 시즌 동안 공격수로 활약하며 정규리그 49경기 출전 9득점, 1도움 / 리그컵 14경기 1득점, 0도움의 기록을 남겼다.

## 국가대표팀 경력
1988년 AFC 아시안컵 예선에서 대한민국 축구 국가대표 B팀 선수로 남예멘전과 인도네시아전에서 골을 넣었다.